# Premio Goya per il miglior film europeo
Il premio Goya per il miglior film europeo (premio Goya a la mejor película europea) è un premio cinematografico assegnato annualmente dall'Academia de las Artes y las Ciencias Cinematográficas de España al miglior film europeo uscito nelle sale cinematografiche nel corso dell'anno precedente.
Viene assegnato con regolarità dal 1993.

## Albo d'oro
I vincitori sono indicati in grassetto, a seguire gli altri candidati.

### Anni 1990-1999
- 1993: Indocina (Indochine), regia di Régis Wargnier
  - L'agenda nascosta (Hidden Agenda), regia di Ken Loach
  - Riff-Raff - Meglio perderli che trovarli (Riff-Raff), regia di Ken Loach
- 1994: Tre colori - Film blu (Trois Couleurs: Bleu), regia di Krzysztof Kieślowski
  - La moglie del soldato (The Crying Game), regia di Neil Jordan
  - Gli amici di Peter (Peter's Friends), regia di Kenneth Branagh
- 1995: The Snapper (The Snapper), regia di Stephen Frears
  - Quel che resta del giorno (The Remains of the Day), regia di James Ivory
  - Piovono pietre (Raining Stones), regia di Ken Loach
- 1996: Lamerica (Lamerica), regia di Gianni Amelio
  - Carrington (Carrington), regia di Christopher Hampton
  - La pazzia di Re Giorgio (The Madness of King George), regia di Nicholas Hytner
- 1997: Segreti e bugie (Secrets & Lies), regia di Mike Leigh
  - Le onde del destino (Breaking the Waves), regia di Lars von Trier
  - Lo sguardo di Ulisse (To Vlemma tou Odyssea), regia di Theo Angelopoulos
- 1998: Full Monty - Squattrinati organizzati (The Full Monty), regia di Peter Cattaneo
  - Il paziente inglese (The English Patient), regia di Anthony Minghella
  - Grazie, signora Thatcher (Brassed Off), regia di Mark Herman
- 1999: The Boxer (The Boxer), regia di Jim Sheridan
  - Aprile (Aprile), regia di Nanni Moretti
  - Marius e Jeannette (Marius et Jeannette), regia di Robert Guédiguian
  - Il ladro (Vor), regia di Pavel Chukhraj

### Anni 2000-2009
- 2000: La vita è bella, regia di Roberto Benigni
  - Gatto nero, gatto bianco (Crna macka, beli macor), regia di Emir Kusturica
  - La cena dei cretini (Le dîner de cons), regia di Francis Veber
  - Ricomincia da oggi (Ça commence aujourd'hui), regia di Bertrand Tavernier
- 2001: Dancer in the Dark (Dancer in the Dark), regia di Lars von Trier
  - Galline in fuga (Chicken Run), regia di Nick Park e Peter Lord
  - East Is East (East Is East), regia di Damien O'Donnell
  - L'infedele (Trolösa ), regia di Liv Ullmann
- 2002: Il favoloso mondo di Amélie (Le Fabuleux destin d'Amélie Poulain) di Jean-Pierre Jeunet
  - Il diario di Bridget Jones (Bridget Jones's Diary), regia di Sharon Maguire
  - Billy Elliot (Billy Elliot), regia di Stephen Daldry
  - Chocolat (Chocolat), regia di Lasse Hallström
- 2003: Il pianista (The Pianist), regia di Roman Polański
  - Gosford Park (Gosford Park), regia di Robert Altman
  - Ricette d'amore (Bella Martha), regia di Sandra Nettelbeck
  - Italiano per principianti (Italiensk for begyndere), regia di Lone Scherfig
- 2004: Good Bye, Lenin! (Good Bye, Lenin!), regia di Wolfgang Becker
  - Dogville (Dogville), regia di Lars von Trier
  - The Dreamers (The Dreamers), regia di Bernardo Bertolucci
  - Il fiore del male (La fleur du mal), regia di Claude Chabrol
- 2005: La sposa turca (Gegen die Wand), regia di Fatih Akın
  - Being Julia - La diva Julia (Being Julia), regia di István Szabó
  - La ragazza con l'orecchino di perla (Girl with a Pearl Earring), regia di Peter Webber
  - Monsieur Ibrahim e i fiori del Corano (Monsieur Ibrahim et les fleurs du Coran), regia di François Dupeyron
- 2006: Match Point (Match Point), regia di Woody Allen
  - The Constant Gardener - La cospirazione (The Constant Gardener), regia di Fernando Meirelles
  - La caduta - Gli ultimi giorni di Hitler (Der Untergang), regia di Oliver Hirschbiegel
  - Les choristes - I ragazzi del coro (Les Choristes), regia di Christophe Barratier
- 2007: The Queen - La regina (The Queen), regia di Stephen Frears
  - Scoop (Scoop), regia di Woody Allen
  - Il vento che accarezza l'erba (The Wind That Shakes the Barley), regia di Ken Loach
  - Io e Beethoven (Copying Beethoven), regia di Agnieszka Holland
- 2008: Non assegnato
- 2009: 4 mesi, 3 settimane, 2 giorni (4 luni, 3 săptămâni şi 2 zile), regia di Cristian Mungiu
  - Ai confini del paradiso (Auf der anderen Seite), regia di Fatih Akın
  - Il bambino con il pigiama a righe (The Boy in the Striped Pyjamas), regia di Mark Herman
  - Il cavaliere oscuro (The Dark Knight), regia di Christopher Nolan

### Anni 2010-2019
- 2010: The Millionaire (Slumdog Millionaire), regia di Danny Boyle
  - Giù al Nord (Bienvenue chez lez Ch'tis), regia di Dany Boon
  - Lasciami entrare (Låt den rätte komma in), regia di Tomas Alfredson
  - La classe - Entre les murs (Entre les murs), regia di Laurent Cantet
- 2011: Il discorso del re (The King's Speech), regia di Tom Hooper
  - Il profeta (Un prophète), regia di Jacques Audiard (
  - L'uomo nell'ombra (The Ghost Writer), regia di Roman Polański
  - Il nastro bianco (Das weiße Band), regia di Michael Haneke
- 2012: The Artist, regia di Michel Hazanavicius
  - Jane Eyre, regia di Cary Fukunaga
  - Melancholia, regia di Lars von Trier
  - Carnage, regia di Roman Polański
- 2013: Quasi amici - Intouchables (Intouchables), regia di Olivier Nakache e Éric Toledano
  - Un sapore di ruggine e ossa (De rouille et d'os), regia di Jacques Audiard
  - Nella casa (Dans la maison), regia di François Ozon
  - Shame, regia di Steve McQueen
- 2014: Amour, regia di Michael Haneke
  - Il sospetto (Jagten), regia di Thomas Vinterberg
  - La grande bellezza, regia di Paolo Sorrentino
  - La vita di Adele (La vie d'Adéle), regia di Abdellatif Kechiche
- 2015: Ida, regia di Paweł Pawlikowski
  - Non sposate le mie figlie! (Qu'est-ce qu'on a fait au Bon Dieu?), regia di Philippe de Chauveron
  - Il centenario che saltò dalla finestra e scomparve (Hundraåringen som klev ut genom fönstret och försvann), regia di Felix Herngren
  - Il sale della terra (Le sel de la terre), regia di Wim Wenders
- 2016: Mustang, regia di Deniz Gamze Ergüven
  - Vado a scuola (Sur le chemin de l'école), regia di Pascal Plisson
  - Leviathan (Leviafan), regia di Andrej Zvjagincev
  - Macbeth, regia di Justin Kurzel
- 2017: Elle, regia di Paul Verhoeven
  - Il figlio di Saul (Saul fia), regia di László Nemes
  - Genius, regia di Michael Grandage
  - Io, Daniel Blake (I, Daniel Blake), regia di Ken Loach
- 2018: The Square, regia di Ruben Östlund
  - C'est la vie - Prendila come viene (Le sens de la fête), regia di Éric Toledano e Olivier Nakache
  - Lady Macbeth, regia di William Oldroyd
  - Vi presento Toni Erdmann (Toni Erdmann), regia di Maren Ade

- 2019: Cold War (Zimna wojna), regia di Paweł Pawlikowski
  - Il filo nascosto (Phantom Thread), regia di Paul Thomas Anderson
  - Girl, regia di Lukas Dhont
  - The Party, regia di Sally Potter

### Anni 2020-2029
- 2020: I miserabili (Les Misérables), regia di Ladj Ly
  - Border - Creature di confine (Border), regia di Ali Abbasi
  - Ritratto della giovane in fiamme (Portrait de la jeune fille en feu), regia di Céline Sciamma
  - Yesterday, regia di Danny Boyle

- 2021: The Father - Nulla è come sembra (The Father), regia di Florian Zeller
  - Corpus Christi (Boże Ciało), regia di Jan Komasa
  - L'ufficiale e la spia (	J'accuse), regia di Roman Polański
  - Falling, regia di Viggo Mortensen

- 2022: Un altro giro (Druk), regia di Thomas Vinterberg
  - Adieu les cons, regia di Albert Dupontel
  - I'm Your Man, regia di Maria Schrader
  - Una donna promettente (Promising Young Woman), regia di Emerald Fennell

- 2023: La persona peggiore del mondo (Verdens verste menneske), regia di Joachim Trier
  - Belfast, regia di Kenneth Branagh
  - È stata la mano di Dio, regia di Paolo Sorrentino
  - Illusioni perdute (Illusions perdues), regia di Xavier Giannoli
  - Il patto del silenzio - Playground (Un monde), regia di Laura Wandel

- 2024: Anatomia di una caduta (Anatomie d'une chute), regia di Justine Triet
  - Aftersun, regia di Charlotte Wells
  - Le otto montagne, regia di Felix van Groeningen e Charlotte Vandermeersch
  - Sigurno mjesto, regia di Juraj Lerotic
  - Das Lehrerzimmer, regia di Das Lehrerzimmer